# Gerhard Weber (Physiker)
Gerhard Weber (* 8. Oktober 1921 in Langenwetzendorf; † 6. Februar 2016 in Jena) war ein deutscher Physiker und Hochschullehrer.

## Leben
Nach dem Studium der Physik an der Universität Jena von 1943 bis 1950 war Weber Assistent und Oberassistent im Theoretisch-Physikalischen Institut der Universität Jena, als Friedrich Hund und dann Kurt Schuster das Institut leiteten. 1953 wurde er promoviert und 1960 habilitiert, wonach er Dozent in Jena war. 1963 wurde Weber zum Professor mit Lehrauftrag (1965 mit vollem Lehrauftrag) berufen. Im Rahmen der 3. Hochschulreform (1967/68) wurde das Institut aufgeteilt, und Weber erhielt 1968 den Lehrstuhl für Quantentheorie. Erfolgreich führte er seinen Bereich durch alle weiteren Reformen und staatlichen Eingriffe bis zu seiner Emeritierung 1986.
In seinen Vorlesungen führte Weber das Vorlesungsangebot von Friedrich Hund fort. Zu seinen Arbeitsgebieten gehörten die Atom- und Molekülphysik, die Quantenchemie, die Nichtlineare Optik und Quantenoptik sowie die Quantenfeldtheorie. Zusammen mit Gerhard Heber (1927–2010) und Max Schubert (1926–1998) verfasste er Lehrbücher zur Quantenphysik.

## Schriften
- mit Gerhard Heber: Grundlagen der Quantenphysik, Band 1: Quantenmechanik, Teubner Studienbücher, 1971 (zuerst Teubner, Leipzig 1956)
- mit Gerhard Heber: Grundlagen der Quantenphysik, Band 2: Quantenfeldtheorie, Teubner 1971
- mit Max Schubert: Quantentheorie, Deutscher Verlag der Wissenschaften 1983